# Selección de béisbol de Francia
La selección de béisbol de Francia es el equipo oficial que representa a Francia en eventos internacionales de béisbol. Está formada por jugadores de nacionalidad francesa y representa a la Federación Francesa de Béisbol y Softbol (Fédération française de beisbol, abreviado como FFB).
La historia de la selección francesa comenzó en 1929 con su primer partido oficial contra España en Barcelona con una victoria 10-6.  El equipo hizo su debut en competición en 1955, cuando jugó en la final del Campeonato Europeo de Béisbol en segundo lugar, terminando quinto de cinco equipos.
El equipo francés se ha clasificado para la final de la Copa del Mundo en tres ocasiones, la primera vez en 1994. Con el fin de calificar para la final de un partido de eliminatoria se jugó contra Sudáfrica. Francia perdió siete partidos durante la competición, y terminó en el puesto 16º de 16 equipos.  En 2001, así como en 2003, Les Bleus (el apodo del equipo) hicieron su camino a la final del Mundial. En la edición de 2001, el equipo francés terminó en el puesto 15º, empatado en el pasado con las Filipinas. También terminó en el puesto 15º en 2003, de los 15 equipos. Después de 3 viajes a la Copa del Mundo y los juegos de 21, el equipo francés todavía tiene que registrar una victoria. En cuanto al Campeonato Europeo de Béisbol, Francia participó en 21 eventos, su mejor resultado fue 3 º en 1999.

## Historial

### Juegos Olímpicos
| - Sin participación |

### Clásico Mundial de Béisbol
| - 2006: Sin participación - 2009: Sin participación - 2013: No clasificó - 2017: No clasificó |

### Copa Mundial de Béisbol
| - Nicaragua 1994: 16º - Taipéi 2001: 15º - Cuba 2003: 15º |

### Copa Intercontinental de Béisbol
| - España 1991: 10º - Italia 1993: 10º - España 1997: 7º |

### Campeonato de Europa de Béisbol
| - Bélgica 1954 : no clasificado - España 1955 : 5º - Italia 1956 : no clasificado - Alemania 1957 : no clasificado - Holanda 1958 : 6º - España 1960 : no clasificado - Holanda 1962 : 6º - Italia 1964 : 5º - España 1965 : no clasificado - Bélgica 1967 : no clasificado - Alemania 1969 : 7º |  | - Italia 1971 : 9º - Holanda 1973 : 6º - España 1975 : 6º - Holanda 1977 : no clasificado - Italia 1983 : no clasificado - Holanda 1985 : no clasificado - España 1987 : 6º - Francia 1989 : 5º |  | - Italia 1991 : 4º - Suecia 1993 : 4º - Holanda 1995 : 5º - Francia 1997 : 5º - Italia 1999 : 3º - Alemania 2001 : 4º - Holanda 2003 : 7º - República Checa 2005 : 6º - España 2007: 5º - Alemania 2010: 6º - Holanda 2012: 8º |